# Məşədiibişli
Məşədiibişli è un comune dell'Azerbaigian situato nel distretto di Bərdə. Conta una popolazione di 330 abitanti.